# Holmes Osborne
Holmes Osborne (Kansas City, 7 de novembro de 1947) é um ator americano, mais conhecido por estrelar nos filmes Donnie Darko (2001), Southland Tales (2007) e The Box (2009). Ele também interpretou o pai de Guy Patterson no filme  That Thing You Do! e protagonizou o filme Bring It On. Osborne atuou como o principal vilão no filme da Disney, Air Buddies (2006). Ele fez aparições em programas de TV como  House MD, Cold Case, CSI: Miami, Dharma & Greg e um papel recorrente na série Invasion. Participou em 2012 da Fun Size.
Em 1999, ele estrelou, junto com Lance Henriksen (reprisando seu papel como Frank Black), em um episódio de The X-Files como um necromante para o Grupo Millennium. Esta foi a tentativa de Chris Carter, criador da série, em envolver a história com o espetáculo Millennium, que foi cancelado em 1999. Ele é um graduado de Odessa, Missouri, High School. Osborne é atualmente um residente de Bates City Missouri .

## Ligações Externas
- Holmes Osborne. no IMDb.